# Cantone di Saint-Ouen
Il Cantone di Saint-Ouen è una divisione amministrativa dell'Arrondissement di Saint-Denis.
A seguito della riforma complessiva dei cantoni del 2014 è passato da 1 a 3 comuni.

## Composizione
Prima della riforma del 2014 comprendeva solo parte del comune di Saint-Ouen.
Dal 2015 comprende parte del comune di Épinay-sur-Seine e i comuni di:
- L'Île-Saint-Denis
- Saint-Ouen